# Rüttenen
Rüttenen är en ort och kommun i distriktet Lebern i kantonen Solothurn, Schweiz. Kommunen har 1 541 invånare (2023).